# 肯尼思·O·摩根
摩根男爵肯尼思·O·摩根（1946年5月16日—）是一位英国威尔士作家、歷史學家与政治人物，曾任威尔士的阿伯里斯特威斯大學校长。主要作品有《牛津英国通史》（The Oxford Illustrated History of Britain）以及入选牛津通识读本的《澳大利亚》（Australia）和《二十世纪英国》（Twentieth-Century Britain，节选自《牛津英国史》）等。